# Ширлі Бабашофф
Ширлі Бабашофф (англ. Shirley Babashoff, 31 січня 1957) — американська плавчиня.
Олімпійська чемпіонка 1972, 1976 років.

## Родина
- Брат — Джек Бабашофф (нар. 1955), американський плавець. Призер Олімпійських Ігор 1976 року. Чемпіон світу з водних видів спорту 1978 року. Переможець Панамериканських ігор 1975, 1979 років.
- Сестра — Деббі Бабашофф (нар. 1970), американська плавчиня. Призерка Чемпіонату світу з водних видів спорту 1986 року. Призерка Панамериканських ігор 1987 року.